# Pierre Bourdieu
Pierre Bourdieu (født 1. august 1930 i Denguin, død 23. januar 2002 i Paris) var en bredt anerkendt fransk sociolog og antropolog, hvis arbejde indeholdt metoder fra en lang række af discipliner; fra filosofi og litteraturteori til sociologi og antropologi. Bourdieus værk er så omfattende, at det kan diskuteres, hvad der er hans hovedværk. To skiller sig ud: La distinction fra 1979 og La misère du monde fra 1993. I førstnævnte forsøgte han at forbinde æstetiske domme til positioner i det sociale rum ud fra en idé om, at anerkendelse og kampen for at opnå anerkendelse spiller en central rolle i menneskers liv.:366  Det mest bemærkelsesværdige i Bourdieus teori er udviklingen af metodologier, der kombinerer både teori og empiriske data i forsøget på at opløse nogle af de mest besværlige antagonismer i teori og forskning. Blandt andet forsøgte han at skabe sammenhæng i forståelsen af subjekter inden i objektive strukturer (i processen et forsøg på at skabe sammenhæng mellem struktur og aktør). Bourdieus teorier anvendes i vidt forskellige antropologiske, sociologiske kommunikative sammenhænge, og erhvervslivet gør brug af hans begreber i modeller for segmenteringsanalyse.
Bourdieu var pioner og lancerede nye begreber med varig indflydelse i socialvidenskaben som fx kulturel, social og symbolsk kapital samt begreberne habitus, felt og symbolsk vold. Bourdieu lagde vægt på praksis og inkorporering i sociale dynamikker. Hans værker bygger blandt andet på teorier af Ludwig Wittgenstein, Maurice Merleau-Ponty, Edmund Husserl, Georges Canguilhem, Karl Marx, Gaston Bachelard, Max Weber, Emile Durkheim og Norbert Elias. Desuden den franske filosof Blaise Pascal, hvis påvirkning tydeligt anerkendes af Bourdieu selv i værket Méditations pascaliennes.

## Biografi
Bourdieu blev født i landsbyen Denguin i departementet Pyrénées-Atlantiques i det sydvestlige Frankrig i 1930. Han voksede op i beskedne kår, men afsluttede sin karriere på det franske samfunds allerhøjeste top, idet han blev professor ved den prestigefulde institution Collège de France i Paris. Dermed tog han selv hele turen gennem det franske klassesamfund, som han både stringent og levende beskrev i flere af sine værker.
Bourdieu fik sin akademiske uddannelse på den franske eliteskole École Normale Supérieure. Han studerede både filosofi, sociologi og antropologi og udmærkede sig i løbet af sin karriere inden for såvel antropologien som – navnlig – sociologien. Inden for sidstnævnte fik han navnlig i de sidste cirka 20 år af sit liv anerkendelse som en af ’verdens største, nulevende sociologer’.
Han skrev væsentlige værker om moderniseringen af traditionelle, nordafrikanske samfund (f.eks. Le déracinement, 1964), om kunst (f.eks L’amour de l’art, 1966), om uddannelse (f.eks. La reproduction, 1970), om eliter (f.eks. Noblesse d’État, 1989). Desuden var han forfatter til rent teoretiske værker som Esquisse d’une theorie de la pratique, 1972. Endelig påtog han sig et samfundsmæssigt ansvar som en intellektuel ved at give udtryk for sin holdning i en række aktuelle sager. Eksempelvis skrev han i 1996 en sønderlemmende kritik af (fransk) tv: Sur la télévision.

## Bourdieus feltbegreb
Ifølge Bourdieu er sociologiens formål at fremanalysere strukturerne i den sociale verden og de mekanismer, der sørger for, at denne bliver reproduceret eller forandret. Bourdieu ønsker at synliggøre relationerne mellem individerne og samfundet og de magtkampe, som individer og sociale grupperinger fører mod hinanden, i en konstant kamp om at påtvinge andre en definition af verden, der tilgodeser deres interesser.
I Pierre Bourdieus sociologi er det helt centrale, at samfundet ikke kan betragtes som en enhed, men som bestående af en række mindre sociale rum. Et sådan socialt mikro-kosmos kalder Bourdieu for et felt. Man taler om det akademiske felt, det kunstneriske felt, uddannelsessystemets felt, arbejdsmarkedets felt etc. Disse sociale rum består af et netværk af sociale relationer mellem positioner af aktører, der er fastlagt i forhold til disses fordeling af den magt og kapital (ressourcer), der er anerkendt i det pågældende felt.:53 
“Det primære i den sociologiske forskning er felter. … Det er frem for alt gennem viden om det felt, individerne er placeret i, man kan begynde at forstå, på hvilke punkter de udskiller sig som noget særligt … For at få adgang til et felt skal den enkelte være udstyret med bestemte kvalifikationer og egenskaber. Et af målene med den sociologiske forskning er at finde ud af, hvilke træk og egenskaber der giver adgang og gennemslagskraft, det vil sige hvilke specifikke kapitalformer der har gyldighed på hvilke områder.”
Felterne kan ifølge Bourdieu ses som forholdsvist autonome arenaer, hvor der hersker hver deres love, værdier og interesser. Det er forskellige typer egenskaber og ressourcer, der er anerkendt i hvert felt. I det kunstneriske felt er det uddannelse og kulturel viden, der giver prestige, mens økonomisk succes negligeres.:64; 161  Feltet indeholder tillige regler for, hvad der er rigtigt eller forkert, kaldet feltets doxa. Disse regler fastholdes gennem rekrutteringen til feltet, hvorigennem nytilkomne socialiseres og tilpasses doxaen.:137-138  Dette kan dog aldrig ske fuldstændigt, og der vil derfor til stadighed herske en kamp om magten til at definere, hvilke regler og værdier der gør sig gældende i feltet.:56  Bourdieu bruger sine kapitalbegreber til at forklare, hvordan ulige adgang til materielle, sociale og kulturelle ressourcer skaber og reproducerer bestemte magt- og ulighedsformer i de sociale felter.

## Kapitalformer
For Bourdieu er det en central pointe, at økonomi i menneskeligt samvær ikke kun handler om penge, men at økonomi er alt det, som har at gøre med andre menneskers anerkendelse af et menneske.:369 Således argumenterer Bourdieu for, at menneskers kulturforbrug ikke udspringer af, hvad de intuitivt mener er skønt, men at påskønnelsen af bestemte kulturprodukter (som fx digte, museumsudstillinger eller film) er formet af folks opvækst. Denne opfattelse udspringer af Bourdieus undersøgelser af besøgende på kunstmuseer, hvor han observerede, at højtuddannede besøgende vurderede kunstværkernes værdi i forhold til anden kunst, således at deres kulturforbrug manifesterede sig som en test af deres viden om kunsthistorie. For Bourdieu betyder dette, at menneskers kulturforbrug indgår i det sociale spil om "distinktion.":370 
Ifølge Bourdieu kan kapital defineres som ”... akkumuleret arbejde (som materialiseret eller inkorporeret fænomen), der i det øjeblik, det tilegnes i privat eller eksklusivt regi af aktører eller grupper af aktører – sætter indehaverne i stand til at tilegne sig social energi i form af tingsliggjort eller levende arbejde”.:241  Han ønskede at afdække hele den sociale verdens praksis, ikke blot som økonomisk kapital, men i alle dens kapitalformer. En aktør må investere arbejde, energi, tid og penge for at opbygge sig en kapital for siden at profitere sig deraf. De forskellige materielle og immaterielle former for kapital skal, i et bredt perspektiv, forstås som ressourcer i samfundet. Ved at erhverve sig disse ressourcer gives adgang til magt og materiel rigdom.
Der er primært tre former for kapital, som Bourdieu opererer med: økonomisk, kulturel og social kapital. Økonomisk kapital kan betragtes som adgang til penge og materielle goder. Kulturel kapital omfatter dannelse og sproglige kompetencer, der er afgørende for, at aktører kan begå sig i samfundets højere kredse, fx uddannelsessystemet. Social kapital henviser til den værdi, man har i kraft af sit sociale netværk eller gennem medlemskab af en specifik gruppe.:243-249  Social og kulturel kapital kan investeres og omdannes til økonomisk kapital og omvendt.:243  Der er dog stor forskel på, hvor svært det er at omdanne kapital – ofte kan det være meget vanskeligt og endda medføre spild af kapital.:254  Ud over de tre kapitalformer er der symbolsk kapital, der ikke er en kapitalform i sig selv, men er det, de tre andre kapitalformer bliver til, når de anerkendes som legitim værdi i et specifikt felt.:163  Symbolsk kapital er anerkendelse. De, der i et socialt felt, alt fra den lokale landsbykirke til det nationale parlament, ejer mest anerkendt kapital, vil besidde mest symbolsk kapital og vil derfor have mest agtelse og magt.:115 
Ved at investere sin kapital kan en gruppe videreføre sin kapitalbeholdning fra en generation til den næste og dermed opretholde de sociale strukturer. Dette er, hvad Bourdieu kalder social reproduktion.:37  I dagens samfund er uddannelse den vigtigste faktor for opnåelse af økonomisk succes og magt. For at kunne begå sig i uddannelsessystemets felt er det som nævnt centralt at besidde den rette anerkendte kulturelle kapital. Børn fra ressourcestærke familier ejer netop denne kapital, idet deres forældre har investeret (tid eller penge) i at lære dem, hvilke værdier, handlinger og færdigheder der er anerkendte i feltet. Skolen sorterer da de ressourcesvage børn fra og bidrager til at reproducere den eksisterende sociale orden, hvor der eksisterer et ulige magtforhold mellem dominerende og dominerede grupper.:37-39 

## Habitus
Leddet, der forbinder de objektive strukturer i feltet på den ene side, og på den anden side, hvordan aktørerne subjektivt forholder sig til disse, betegner Bourdieu habitus. Habitus skal forstås som et system af varige og foranderlige dispositioner, der fungerer som ramme for den måde, hvorpå den enkelte aktør oplever, tænker og handler. Habitus sammenfatter altså både aktørens position i det sociale rum og aktørens mentale position.:23-24  De erfaringer, aktøren har fået igennem sin position, indlejres i en bestemt livsstil, der påvirker aktørens opfattelses- og handlingsmønstre i forskellige situationer og klassificerer aktørens smag: Hvilken mad en person (agent) spiser, hvilken sport han dyrker, hans sprogbrug, hvad personen finder rigtigt eller forkert, fint eller vulgært er påvirket af habitus.:24  Dertil kommer, at en gruppe, hvis medlemmer tilhører samme position i det sociale rum, vil tilhøre samme gruppe af habitus. De vil dermed have adgang til de samme goder og ofte dele samme livsstil og egenskaber.:21-23 
Det er vigtigt at forstå en aktørs habitus, for det er ud fra denne, aktøren handler. Ofte vil aktørens tidligere oplevelser veje tungest i forhold til deres oplevelser senere hen i livet. Ved at føre personen ind i situationer, der bekræfter dennes tidligere holdninger og adfærd, sikres habitus en vis stabilitet, mens situationer, der udfordrer habitus og sætter spørgsmålstegn ved det, undgås.

## Udvalgte værker
- La reproduction (1970). Skrevet sammen med Jean-Clade Passeron. På dansk Reproduktionen : bidrag til en teori om undervisningssystemet. (Hans Reitzel, 2006. ISBN 978-87-412-0183-2).
- Esquisse d'une théorie de la pratique, précédé de trois études d'ethnologie kabyle (1972). På dansk Udkast til en praksisteori : indledt af tre studier i kabylsk etnologi (Hans Reitzel, 2005. ISBN 87-412-2442-6).
- La distinction (1979).
- Le sens pratique (1980). På dansk Den praktiske sans (Hans Reitzel, 2007. ISBN 978-87-412-2404-6).
- Homo Academicus (1984).
- The Forms of Capital i Handbook of Theory and Research for the Sociology of Education, London, Greenwood Press (1986).
- La Noblesse d'État (1989).
- La Misère du monde (1993).
- Raisons pratiques. Sur la théorie de l'action (1994). På dansk Af praktiske grunde: omkring teorien om menneskelig handlen (Hans Reitzel, 5. oplag 2009. ISBN 978-87-412-2902-7).
- An Invitation to Reflexive Sociology (1992). Skrevet i samarbejde med Loïc Wacquant. På dansk Refleksiv sociologi : mål og midler (Hans Reitzel, 1996. 5. oplag, 2009. ISBN 978-87-412-3060-3).
- Esquisse pour une auto-analyse (1996). På dansk Udkast til en selvanalyse. (Hans Reitzel, 2006. ISBN 978-87-412-0353-9).
- Sur la télévision (1996). På dansk Om TV – og journalistikkens magt. (Tiderne skifter, 1998. ISBN 87-7445-765-9).
- La domination masculine (1998). På dansk Den maskuline dominans. (Tiderne Skifter, 2. udgave, 2007. ISBN 978-87-7973-251-3).
- Science de la science et réflexivité (2002). På dansk Viden om viden og refleksivitet : forelæsninger på Collège de France 2000-2001. (Hans Reitzel, 2005. ISBN 87-412-2473-6).

Desuden er der på dansk udgivet en samling af Bourdieus Centrale tekster inden for sociologi og kulturteori, Frydenlund, 2008. ISBN 978-87-7887-634-8, og Artikler i udvalg, Hans Reitzel, 1998. ISBN 87-412-2801-4.